# جو دي هان
جو دي هان (بالهولندية: Jo de Haan)‏ (و. 1936 – 2006 م) هو راكب دراجة هوائية هولندي، توفي عن عمر يناهز 70 عاماً.

## سباقات أو مراحل فاز بها
| التاريخ        | السباق                                                                  | المركز                  |
| -------------- | ----------------------------------------------------------------------- | ----------------------- |
| 01 يناير 1960  | Tour de Picardie 1960                                                   | الفائز في التصنيف العام |
| 02 أكتوبر 1960 | باريس تورز 1960                                                         | الفائز في التصنيف العام |
| 01 يناير 1961  | جراند بريكس دي إسبيرجوس 1961                                            | الفائز في التصنيف العام |
| 26 مارس 1961   | طواف فلاندرز 1961                                                       | المركز الثالث           |
| 14 مايو 1961   | أربعة أيام من دونكيرك 1961                                              | السادس في التصنيف العام |
| 05 أكتوبر 1961 | 1961 Zwevezele Koers                                                    | الفائز في التصنيف العام |
| 24 أبريل 1962  | باريس-كاممبير 1962                                                      | التاسع في التصنيف العام |
| 03 مارس 1963   | طواف ليمبورغ 1963                                                       | المركز الثاني           |
| 11 أغسطس 1963  | بطولة العالم لسباق الدراجات على الطريق 1963 – سباق الطريق الفردي للرجال | المركز الثالث           |
| 20 مارس 1965   | 1965 Omloop van het Waasland                                            | المركز الثالث           |

## روابط خارجية
- جو دي هان على موقع أرشيف الدراجات (الإنجليزية)
- جو دي هان على موقع إحصائيات الدراجات الإحترافية (الإنجليزية)
- جو دي هان على موقع CycleBase (الإنجليزية)